# Pontium
Das Pontium (auch Pontien oder verkürzt zu Pont) ist eine regionale chronostratigraphische Stufe des Oberen Miozäns (Neogen) im zentralen Paratethys-Bereich. Das Pontium wird mit der internationalen chronostratigraphische Stufe des Messinium korreliert. Damit entspricht es in etwa dem Zeitraum 7,246 (±0,005) Millionen bis 5,332 (±0,005) Millionen Jahren (für eine abweichende Datierung siehe ). Es liegt über der regionalen Stufe des Pannoniums und wird vom Dacium abgelöst, das bereits zur internationalen Serie des Pliozän gehört.

## Namensgebung und Stratotyp
Der Name kommt von der lateinischen Bezeichnung Pontus Euxinus für das Schwarze Meer. Die Stufe wurde von Pierre Guilleaume Fréderic Le Play im Jahre 1842 vorgeschlagen.

## Definition
In der Stratigraphischen Tabelle von Österreich wird das Pontium mit dem gesamten Messinium korreliert. Dagegen ist das niederländisch-rumänische Autorenteam Snel, Mărunţeanu, Macaleţ, Meulenkamp und van Vugt der Meinung, dass das Pontium lediglich dem oberen Teil des Messiniums entspricht. Das Pontium wird in der älteren Literatur z. T. auch als Oberpannon bezeichnet, weil sich stratigraphische Ähnlichkeiten zum Pannonischen und Wiener Becken erkennen lassen, und vereinzelt auch zu tertiären Kohlenrevieren in der Steiermark(?).

## Untergliederung
Das Pontium wird in die drei regionalen Unterstufen des
- Bosphorium,
- Portafferium und
- Novorossium (= Odessium)

unterteilt. Diese Begriffe werden jedoch seltener benutzt.

## Tektonik zur Zeit des Pontium
In der Zeit des Pontium ging die alpidische Gebirgsbildung zu Ende. In deren Verlauf hatte sich vom Schwarzwald bis zum Schwarzen Meer die Paratethys gebildet, die langsam nach Osten fortschreitend verlandete. Es herrschte (vor den quartären Eiszeiten) noch ein warmes Klima.